# Сарлык (приток Семы)
Сарлык — река в России, протекает по Онгудайскому и Шебалинскому районам Республики Алтай. Река Сарлык берёт начало на северном склоне одноимённой горы. Устье реки находится на 80-м км по правому берегу реки Семы, неподалёку от села Топучая. Длина реки — 10 км.

## Данные водного реестра
По данным государственного водного реестра России относится к Верхнеобскому бассейновому округу, водохозяйственный участок реки — Катунь, речной подбассейн реки — Бия и Катунь. Речной бассейн реки — (Верхняя) Обь до впадения Иртыша.

## Топографические карты
- Лист карты M-45-VIII Шебалино. Масштаб: 1 : 200 000. Указать дату выпуска/состояния местности.